# Calliopum pacifica
Calliopum pacifica is een vliegensoort uit de familie van de Lauxaniidae. De wetenschappelijke naam van de soort is voor het eerst geldig gepubliceerd in 1912 door Cole.